# 松田敏足
松田 敏足（まつだ としたる、天保9年（1838年） - 大正2年（1913年）6月19日）は江戸時代後期の国学者、教育者。明治時代の神職。

## 経歴
福岡藩藩士として筑前国に生まれる。藩校修猷館に国典を学び、京都で平田延胤に面談。帰郷して修猷館の国学教授となる。
廃藩後、宗像神社（のちに宗像大社）神官を経て、出雲大社権禰宜となり、再び宗像神社権禰宜に戻る。
明治12年（1879年）博多新聞、明治14年（1881年）大阪で大東日報を起し、明治16年（1883年）帰郷して子弟の教育に当った。門人三千人といわれる。